# ایلیا دژاموف
ایلیا دژاموف (بلغاری: Илия Джамов؛ زادهٔ ۱۱ ژوئن ۱۹۹۸) بازیکن فوتبال اهل بلغارستان است.